# Tằng Dũng
Tằng Dũng (tiếng Trung: 曾勇; bính âm: Zēng Yǒng; sinh tháng 10 năm 1963) là một kỹ sư người Trung Quốc, từng là Hiệu trưởng Đại học Khoa học và Công nghệ Điện tử Trung Quốc (UESTC) kể từ tháng 9 năm 2018. Ông thay thế Lý Ngôn Vinh, đã từng bổ nhiệm làm Hiệu trưởng Đại học Tứ Xuyên.

## Tiểu sử
Tằng Dũng vào Đại học Thanh Hoa năm 1981. Ông nhận bằng cử nhân về tự động hóa năm 1985, bằng thạc sĩ về kỹ thuật hệ thống năm 1988 và bằng Tiến sĩ về khoa học quản lý và kỹ thuật năm 2000. Ông hoàn thành nghiên cứu tiến sĩ tại Đại học Trung văn Hồng Kông vào năm 2001.
Ông gia nhập UESTC vào tháng 7 năm 1988. Ông từng là hiệu trưởng của Trường Quản lý và Kinh tế. Ông từng là phó chủ tịch của UESTC vào tháng 4 năm 2015, ba năm sau đó được thăng chức lên vị trí hiệu trưởng. Ông là thành viên của Hội nghị Hiệp thương Chính trị Nhân dân Trung Quốc thứ mười ba.